# 多腺苷酸化
多腺苷酸化（英語：Poly-adenylation）是指多聚腺苷酸與信使RNA（mRNA）分子的共價鏈結。在蛋白質生物合成的過程中，這是產生準備作轉譯的成熟mRNA的方式的一部份。在真核生物中，多聚腺苷酸化是一種機制，令mRNA分子於它們的3'端中斷。多聚腺苷酸尾（Poly-A Tail）保護mRNA，免受核酸外切酶攻擊，並且對轉錄終結、將mRNA從細胞核輸出及進行翻譯都十分重要。一些原核生物的mRNA都會被多聚腺苷酸化，但多聚腺苷酸尾的功能則與真核生物有所不同。
當DNA在細胞核內轉錄成RNA的過程中及完成後，多聚腺苷酸化就會出現。當轉錄停止後，mRNA鏈會由核酸外切酶及RNA聚合酶切開。切開位點的附近有著AAUAAA序列。當mRNA被切開後，會加入50-250個腺苷到切開位點的3'端上。這個反應是由多聚腺苷酸聚合酶完成的。

## 多聚腺苷酸化過程

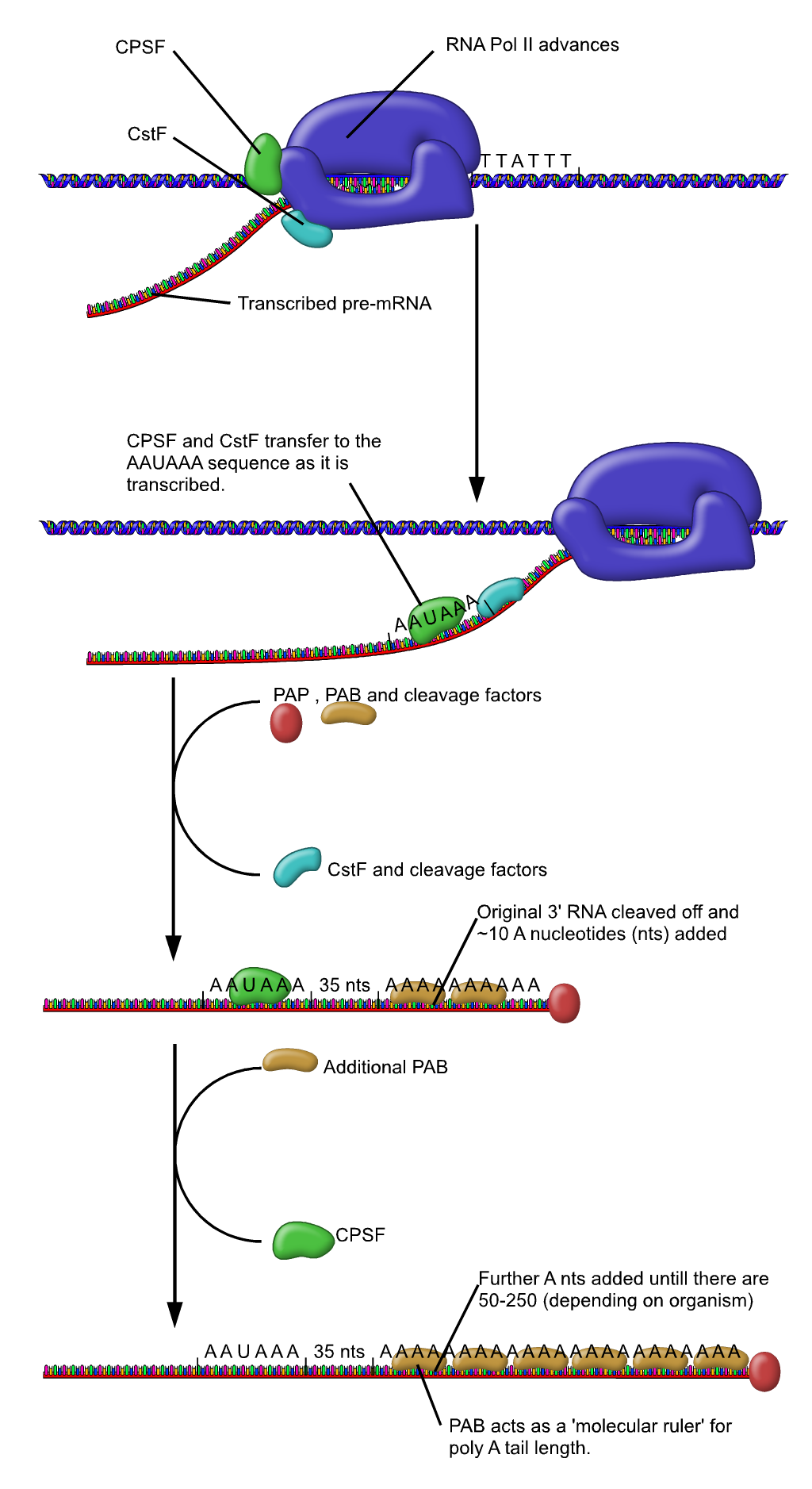
多聚腺苷酸過程圖解

1. 切割及多聚腺苷酸化特異因子（CPSF）及切割活化因子（CstF）兩個蛋白質複合物會開始與末端的RNA聚合酶Ⅱ結合。
2. 當RNA聚合酶Ⅱ前進時經過多聚腺苷酸化信號序列的CPSF，及CstF轉移至新的mRNA前體，CPSF會與AAUAAA序列結合，而CstF會與其後的GU序列或充滿U的序列結合。
3. CPSF及CstF會在約AAUAAA序列後35個核苷啟動切割。多聚腺苷酸聚合酶（PAP）會立即展開編寫多聚腺苷酸尾。細胞核內的多聚腺苷酸結合蛋白（PABPN1）會立即與新的多聚腺苷酸序列結合。
4. CPSF會開始游離，而PAP會繼續多聚腺苷酸化及編寫約50-250個核苷（視乎生物的品種）的腺苷尾。PABPN1會成為一種分子尺，界定多聚腺苷酸化何時停止。
5. PAP會開始游離，及PABPN1繼續維持結合狀態。連同5'端帽，這相信是可以幫助mRNA運離細胞核。